# Campeonato Mundial de Atletismo de 2015 - 100 m masculino
A prova dos 100 metros masculino do Campeonato Mundial de Atletismo de 2015 foi disputada entre 22 e 23 de agosto no Estádio Nacional de Pequim, em Pequim.

## Recordes
Antes desta competição, os recordes mundiais e do campeonato nesta prova eram os seguintes:
| Tipo                  | Atleta     | Tempo | Local  | Data                 | Ref |
| --------------------- | ---------- | ----- | ------ | -------------------- | --- |
|                       | Usain Bolt | 9.58  | Berlim | 16 de agosto de 2009 | ver |
| Recorde do campeonato | Usain Bolt | 9.58  | Berlim | 16 de agosto de 2009 | ver |

## Medalhas
| Ouro             | Prata               | Bronze                                        |
| Usain Bolt (JAM) | Justin Gatlin (USA) | Trayvon Bromell (USA) · Andre De Grasse (CAN) |

## Cronograma
Todos os horários são locais (UTC+8).
| Data         | Hora  | Evento          |
| ------------ | ----- | --------------- |
| 22 de agosto | 12:40 | Fase preliminar |
| 22 de agosto | 19:20 | Eliminatórias   |
| 23 de agosto | 19:10 | Semifinal       |
| 23 de agosto | 21:15 | Final           |

## Resultados

### Fase preliminar
Qualificação: Os 3 de cada bateria (Q) e os 3 melhores tempos  (q) avançam para a fase de baterias. 
Vento:Bateria 1: -0.8 m/s, Bateria 2: -0.3 m/s, Bateria 3: -0.6 m/s.
| Classificação | Bateria | Atleta                    | Nacionalidade                  | Tempo | Notas                |
| ------------- | ------- | ------------------------- | ------------------------------ | ----- | -------------------- |
| 1             | 2       | Barakat Mubarak Al-Harthi | Omã                            | 10,31 | Q                    |
| 2             | 1       | Ratu Banuve Tabakaucoro   | Fiji                           | 10,50 | Q                    |
| 3             | 3       | Jeffrey Vanan             | Suriname                       | 10,55 | Q                    |
| 4             | 1       | Hassan Saaid              | Maldivas                       | 10,56 | Q                    |
| 5             | 3       | Holder da Silva           | Guiné-Bissau                   | 10,58 | Q,                   |
| 6             | 2       | Rodman Teltull            | Palau                          | 10,71 | Q,                   |
| 7             | 1       | Md Fakhri Ismail          | Brunei                         | 10,73 | Q                    |
| 8             | 3       | Yendountien Tiebekabe     | Togo                           | 10,76 | Q                    |
| 9             | 1       | Mark Anderson             | Belize                         | 10,84 | q                    |
| 10            | 3       | Yaspi Boby                | Indonésia                      | 10,85 | q                    |
| 11            | 3       | Mahamat Goubaye Youssouf  | Chade                          | 10,92 | q,                   |
| 12            | 2       | Riste Pandev              | Macedônia do Norte             | 10,94 | Q                    |
| 13            | 1       | João de Barros            | São Tomé e Príncipe            | 11,07 |                      |
| 14            | 1       | La Shondra David Mosa'ati | Tonga                          | 11,08 | Recorde pessoal      |
| 15            | 3       | Rossene Mpingo            | República Democrática do Congo | 11,10 | Recorde pessoal      |
| 16            | 1       | Mohamed Lamine Dansoko    | Guiné                          | 11,11 | Recorde pessoal      |
| 17            | 3       | Masbah Ahmmed             | Bangladesh                     | 11,13 | Recorde da temporada |
| 18            | 2       | Womel Brandy Mento        | Vanuatu                        | 11,17 | Recorde pessoal      |
| 19            | 2       | Gregory Bradai            | Polinésia Francesa             | 11,29 | Recorde pessoal      |
| 20            | 3       | Jidou El Moctar           | Mauritânia                     | 11,30 | Recorde pessoal      |
| 21            | 1       | Wang Kuong Leong          | Macau                          | 11,31 | Recorde da temporada |
| 22            | 3       | Claytus Taqimama          | Ilhas Salomão                  | 11,58 | Recorde pessoal      |
| 23            | 2       | Etimoni Timuani           | Tuvalu                         | 11,72 | Recorde pessoal      |
| 24            | 1       | M. Dagiero Dagiero        | Nauru                          | 11,81 | Recorde pessoal      |
| 25            | 2       | Kimwaua Makin             | Kiribati                       | 11,98 | Recorde da temporada |
| 26            | 2       | Tashi Dendup              | Butão                          | 12,15 | Recorde nacional     |
|               | 2       | Berenger Aymard Bosse     | República Centro-Africana      | DQ    |                      |

### Eliminatórias
Qualificação: Os 3 de cada bateria (Q) e os 3 melhores tempos  (q) avançam para as semifinais. 
Vento: Bateria 1: -0,1 m/s, Bateria 2: -1,4 m/s, Bateria 3: -0,3 m/s, Bateria 4: +0,5 m/s, Bateria 5: +0,3 m/s, Bateria 6: +2,1 m/s, Bateria 7: -0,2.
| Classificação | Bateria | Atleta                    | Nacionalidade         | Tempo | Notas                |
| ------------- | ------- | ------------------------- | --------------------- | ----- | -------------------- |
| 1             | 6       | Justin Gatlin             | Estados Unidos        | 9,83  | Q                    |
| 2             | 4       | Trayvon Bromell           | Estados Unidos        | 9,91  | Q                    |
| 3             | 5       | Jimmy Vicaut              | França                | 9,92  | Q                    |
| 4             | 1       | Asafa Powell              | Jamaica               | 9,95  | Q                    |
| 5             | 7       | Usain Bolt                | Jamaica               | 9,96  | Q                    |
| 6             | 7       | Mike Rodgers              | Estados Unidos        | 9,97  | Q                    |
| 7             | 5       | Andre De Grasse           | Canadá                | 9,99  | Q                    |
| 7             | 3       | Femi Ogunode              | Catar                 | 9,99  | Q                    |
| 9             | 3       | Ramon Gittens             | Barbados              | 10,02 | Q,                   |
| 10            | 1       | Su Bingtian               | China                 | 10,03 | Q                    |
| 10            | 6       | Aaron Brown               | Canadá                | 10,03 | Q                    |
| 12            | 5       | Jak Ali Harvey            | Turquia               | 10,04 | Q                    |
| 13            | 4       | Chijindu Ujah             | Grã-Bretanha          | 10,05 | Q                    |
| 13            | 3       | Ben Youssef Meïté         | Costa do Marfim       | 10,05 | Q,                   |
| 15            | 7       | Churandy Martina          | Países Baixos         | 10,06 | Q,                   |
| 16            | 6       | Henricho Bruintjies       | África do Sul         | 10,07 | Q                    |
| 17            | 1       | Akani Simbine             | África do Sul         | 10,09 | Q                    |
| 18            | 6       | Hassan Taftian            | Irão                  | 10,10 | q                    |
| 19            | 2       | Tyson Gay                 | Estados Unidos        | 10,11 | Q                    |
| 20            | 3       | Richard Kilty             | Grã-Bretanha          | 10,12 | q                    |
| 20            | 7       | Levi Cadogan              | Barbados              | 10,12 | q                    |
| 22            | 3       | Zhang Peimeng             | China                 | 10,13 | Recorde da temporada |
| 22            | 5       | James Dasaolu             | Grã-Bretanha          | 10,13 |                      |
| 24            | 4       | Julian Reus               | Alemanha              | 10,14 | Q                    |
| 25            | 1       | Kei Takase                | Japão                 | 10,15 |                      |
| 26            | 6       | Kim Collins               | São Cristóvão e Neves | 10,16 |                      |
| 27            | 2       | Nickel Ashmeade           | Jamaica               | 10,19 | Q                    |
| 27            | 7       | Yancarlos Martínez        | República Dominicana  | 10,19 |                      |
| 29            | 1       | Justyn Warner             | Canadá                | 10,20 |                      |
| 30            | 6       | Aziz Ouhadi               | Marrocos              | 10,22 |                      |
| 31            | 4       | Antoine Adams             | São Cristóvão e Neves | 10,23 |                      |
| 32            | 2       | Christophe Lemaitre       | França                | 10,24 | Q                    |
| 32            | 4       | Barakat Mubarak Al-Harthi | Omã                   | 10,24 | Recorde da temporada |
| 34            | 7       | Reza Ghasemi              | Irão                  | 10,25 |                      |
| 35            | 5       | Hua Wilfried Koffi        | Costa do Marfim       | 10,29 |                      |
| 35            | 6       | Yazaldes Nascimento       | Portugal              | 10,29 |                      |
| 37            | 2       | Sven Knipphals            | Alemanha              | 10,31 |                      |
| 38            | 2       | Kemar Hyman               | Ilhas Caimã           | 10,32 |                      |
| 39            | 5       | Brijesh Lawrence          | São Cristóvão e Neves | 10,40 |                      |
| 40            | 1       | Jacques Riparelli         | Itália                | 10,41 |                      |
| 40            | 5       | Banuve Tabakaucoro        | Fiji                  | 10,41 |                      |
| 42            | 7       | Hassan Saaid              | Maldivas              | 10,42 | Recorde nacional     |
| 43            | 1       | Kim Kuk-young             | Coreia do Sul         | 10,48 |                      |
| 44            | 3       | Jeffrey Vanan             | Suriname              | 10,57 |                      |
| 45            | 1       | Yaspi Boby                | Indonésia             | 10,65 |                      |
| 46            | 2       | Holder da Silva           | Guiné-Bissau          | 10,68 |                      |
| 47            | 2       | Rodman Teltull            | Palau                 | 10,72 |                      |
| 47            | 7       | Md Fakhri Ismail          | Brunei                | 10,72 |                      |
| 49            | 3       | Yendountien Tiebekabe     | Togo                  | 10,74 |                      |
| 50            | 3       | Keston Bledman            | Trinidad e Tobago     | 10,75 |                      |
| 51            | 4       | Mark Anderson             | Belize                | 10,87 |                      |
| 52            | 6       | Mahamat Goubaye Youssouf  | Chade                 | 10,92 |                      |
| 53            | 5       | Riste Pandev              | Macedônia do Norte    | 11,31 |                      |
|               | 2       | Anaso Jobodwana           | África do Sul         | DQ    |                      |
|               | 4       | Mosito Lehata             | Lesoto                | DNS   |                      |
|               | 4       | Rondel Sorrillo           | Trinidad e Tobago     | DNS   |                      |

### Semifinal
Qualificação: Os 2 de cada bateria (Q) e os 2 melhores tempos  (q) avançam para as semifinais. 
Vento: Bateria 1: -0,4 m/s, Bateria 2: +0,9 m/s, Bateria 3: -0,4 m/s.
| Classificação | Bateria | Atleta              | Nacionalidade   | Tempo | Notas |
| ------------- | ------- | ------------------- | --------------- | ----- | ----- |
| 1             | 2       | Justin Gatlin       | Estados Unidos  | 9,77  | Q     |
| 2             | 2       | Mike Rodgers        | Estados Unidos  | 9,86  | Q,    |
| 3             | 1       | Usain Bolt          | Jamaica         | 9,96  | Q     |
| 3             | 1       | Andre De Grasse     | Canadá          | 9,96  | Q     |
| 3             | 3       | Tyson Gay           | Estados Unidos  | 9,96  | Q     |
| 6             | 3       | Asafa Powell        | Jamaica         | 9,97  | Q     |
| 7             | 3       | Jimmy Vicaut        | França          | 9,99  | q     |
| 7             | 1       | Trayvon Bromell     | Estados Unidos  | 9,99  | q     |
| 7             | 1       | Su Bingtian         | China           | 9,99  | q,    |
| 10            | 2       | Femi Ogunode        | Catar           | 10,00 |       |
| 11            | 2       | Akani Simbine       | África do Sul   | 10,02 |       |
| 12            | 3       | Ramon Gittens       | Barbados        | 10,04 |       |
| 13            | 2       | Chijindu Ujah       | Grã-Bretanha    | 10,05 |       |
| 14            | 2       | Nickel Ashmeade     | Jamaica         | 10,06 |       |
| 15            | 1       | Jak Ali Harvey      | Turquia         | 10,08 |       |
| 16            | 3       | Churandy Martina    | Países Baixos   | 10,09 |       |
| 17            | 2       | Aaron Brown         | Canadá          | 10,15 |       |
| 18            | 3       | Ben Youssef Meïté   | Costa do Marfim | 10,17 |       |
| 19            | 2       | Levi Cadogan        | Barbados        | 10,19 |       |
| 20            | 1       | Christophe Lemaitre | França          | 10,20 |       |
| 20            | 3       | Hassan Taftian      | Irão            | 10,20 |       |
| 20            | 3       | Richard Kilty       | Grã-Bretanha    | 10,20 |       |
| 23            | 1       | Henricho Bruintjies | África do Sul   | 10,21 |       |
| 24            | 1       | Julian Reus         | Alemanha        | 10,28 |       |

### Final
A final ocorreu às 21:15.
Vento: -0,5 m/s.
| Colocação         | Faixa | Atleta          | Nacionalidade  | Tempo | Notas                |
| ----------------- | ----- | --------------- | -------------- | ----- | -------------------- |
| Medalha de ouro   | 5     | Usain Bolt      | Jamaica        | 9,79  | Recorde da temporada |
| Medalha de prata  | 7     | Justin Gatlin   | Estados Unidos | 9,80  |                      |
| Medalha de bronze | 3     | Trayvon Bromell | Estados Unidos | 9,92  |                      |
| Medalha de bronze | 9     | Andre De Grasse | Canadá         | 9,92  | Recorde pessoal      |
| 5                 | 4     | Mike Rodgers    | Estados Unidos | 9,94  |                      |
| 6                 | 6     | Tyson Gay       | Estados Unidos | 10,00 |                      |
| 7                 | 8     | Asafa Powell    | Jamaica        | 10,00 |                      |
| 8                 | 1     | Jimmy Vicaut    | França         | 10,00 |                      |
| 9                 | 2     | Su Bingtian     | China          | 10,06 |                      |

Legenda
| Recorde mundial       | Recorde mundial (World record)               |                       | Recorde africano                      | Recorde africano (African) |                                           | Q | Classificado por posição (Qualified) |
| Recorde do campeonato | Recorde do campeonato (Championship record)  | Recorde da América    | Recorde da América (Americas)         | q                          | Classificado por melhor tempo (Qualified) |   |                                      |
| Melhor marca do ano   | Melhor marca do ano (World leading)          | Recorde asiático      | Recorde asiático (Asian)              | DNS                        | Não largou (Did not start)                |   |                                      |
| Recorde nacional      | Recorde nacional (National record)           | Recorde europeu       | Recorde europeu (European)            | DNF                        | Não terminou (Did not finish)             |   |                                      |
| Recorde pessoal       | Recorde pessoal do atleta (Personal best)    | Recorde da Oceania    | Recorde da Oceania (Oceania)          | DSQ / DQ                   | Desclassificado (Disqualified)            |   |                                      |
| Recorde da temporada  | Recorde da temporada do atleta (Season best) | Recorde sul-americano | Recorde sul-americano (South America) | NM                         | Sem marca (No mark)                       |   |                                      |